# Kaple svatého Josefa na Riebelsbergu
Riebelsberg je vrch na Špitálském předměstí v Kadani. Nachází se v zahradě alžbětinského kláštera svaté Rodiny. Na jeho vrcholu stojí kaple svatého Josefa.

## Historie

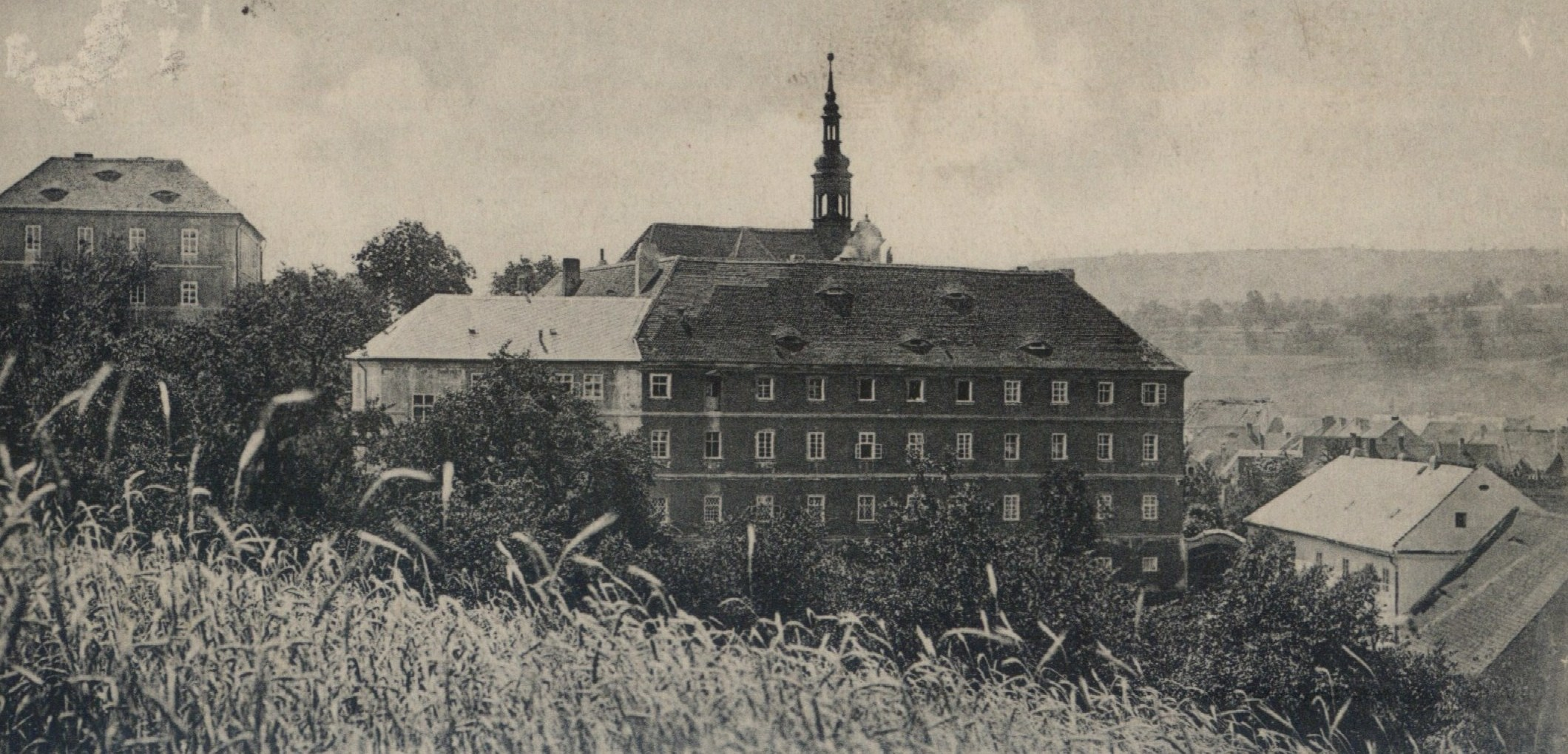
alžbětinský klášter svaté Rodiny v Kadani na pohlednici okolo roku 1900

Pro vrch, nacházející se v rozlehlé zahradě alžbětinského kláštera a tyčící se nad původním údolím Bystřického (Prunéřovského) potoka, je od roku 1465 doložen místní název Ruhelsberg. Později se lokalita až do poloviny 20. století označovala jako Am Riebelsberg (česky Na kopečku).
V letech 1465 až 1723 zde stál takzvaný Vogelstang, dřevěná konstrukce se vztyčeným otesaným kamenem, na jehož vrcholek byl umisťován dřevěný pták. Vždy o letnicích se na kopci scházeli kadaňští měšťané a provozovali zde takzvanou střelbu ku ptáku. Tato kratochvíle sloužila jako cvičení ve střelbě z kuší a samostřílů a později z ručnic. Vzhled kadaňského Vogelstangu je snadné si představit díky jeho vyobrazení na vedutě od Jana Willenberga z roku 1602.
Roku 1748 byl kopec zahrnut do vznikajícího areálu alžbětinského kláštera. Při té příležitosti byl na jeho úpatní objeven pramen, jenž byl poté nazýván studánkou svatého Adalricha. V roce 1853 byl v sousedství kláštera vystavěn sirotčinec svatého Josefa (v současnosti areál Domova pro seniory Kadaň).
Na vrcholu stojí od 2. poloviny 19. století malá kaple svatého Josefa, k níž přiléhá budova márnice a malý hřbitov. V prosté novogotické kapli jsou jen dvě lavice s klekátkem, zbytek kříže a umělecky nehodnotná sádrová socha svatého Josefa s Dítětem Ježíšem, restaurovaná roku 1933 malířem Rudolfem Müllerem.
Jako první byla na malém hřbitově u kaple svatého Josefa roku 1893 pohřbena Wenceslava Anna Wauriková, matka představená sester alžbětinek a rodačka ze saského Miltitz. Pohřbívalo se zde ještě koncem 19. století.
Zadní zeď alžbětinské zahrady ohraničující vrch Riebelsberg je pozůstatkem původního předměstského opevnění z druhé poloviny 15. století.
Během výstavby silničního průtahu v současné Rokelské ulici v 60. letech 20. století byla skalnatá část kopce odstřelena, čímž byl nenávratně změněn jeho původní vzhled.